# Huracán Valencia Club de Fútbol
El Huracán Valencia Club de Fútbol fue un club de fútbol español con sede en Valencia, Comunidad Valenciana. Fue fundado en 2011 y permaneció en Segunda División B durante cinco temporadas, primero jugando en Manises y después en Torrente. No obstante, a mediados de la edición 2015/16 fue expulsado por impagos.
Las categorías inferiores fueron absorbidas por otra entidad, el C.F. Huracán Moncada, que tras un año en Loriguilla pasó a convertirse en filial del Atlético Saguntino.

## Historia
El Huracán Valencia fue fundado el 14 de junio de 2011 sobre las bases del Torrellano-Íllice C.F., un equipo de la pedanía de Torrellano (Elche, Alicante) que competía en el grupo valenciano de Tercera División desde la temporada 2009/10. Sin opciones de continuar su actividad, los directivos ilicitanos vendieron su plaza a un grupo inversor de Valencia, encabezado por el periodista Toni Hernández y con apoyo indirecto de la casa de apuestas bet365. La compra suponía el cambio de nombre a «Huracán Valencia Club de Fútbol», la modificación de los colores sociales y el traslado a la provincia de Valencia, primero en Manises (2011-14) y después en Torrente (2014-16). El objetivo a largo plazo era constituir una academia de fútbol en Valencia.
En la temporada 2011/12, el Huracán debutaría directamente en Segunda División B gracias a la compra de la plaza del C.D. Castellón, descendido por impagos. A pesar de que tuvo poco tiempo para confeccionar la plantilla, el conjunto rojiblanco dirigido por Nicolás Estévez se convirtió en la revelación del grupo III; tras clasificarse para el playoff de ascenso en tercer lugar, fue eliminado en primera ronda por el Lucena C.F. Los resultados mejoraron en 2012/13, con un Huracán a las puertas de subir a Segunda. Después de terminar segundo la fase de grupos, eliminó al Lucena (0:1 y 3:0) y al Bilbao Athletic (2:1 y 1:2) para terminar cayendo en la última fase contra el Real Jaén (1:1 y 0:0) por la regla del gol de visitante.
El equipo volvería a disputar la fase de ascenso a Segunda en la temporada 2014/15, gracias a un segundo puesto. Allí eliminaron al U.D. Logroñés y al C.D. Guadalajara para terminar cayendo en la última eliminatoria contra la S. D. Huesca.
En verano de 2015, el grupo inversor se había desvinculado del Huracán Valencia por problemas económicos existentes desde el año anterior, en especial impago de primas y salarios a los jugadores. Hernández presentó la dimisión, y los sucesores tampoco pudieron encontrar una solución. Finalmente, la RFEF expulsó al Huracán de 2.ªB el 30 de diciembre de 2015 por «impago reiterado» a los árbitros.
La entidad se encuentra actualmente en concurso de acreedores con una deuda de 200.000 euros. El equipo profesional ha desaparecido, mientras que el fútbol base pasó a otra entidad llamada C.F. Huracán Moncada, con sede en Loriguilla, que posteriormente se convirtió en filial del Atlético Saguntino. Su equipo sénior juega en Regional Preferente de la Comunidad Valenciana.

## Uniforme
La equipación del Huracán Valencia consta de camiseta con franjas verticales blancas y rojas, pantalón blanco y medias rojas, fabricada por Adidas. Esta vestimenta fue adoptada en 2011, poco después del traslado a Valencia, y está inspirada en la del Stoke City inglés. Anteriormente, el Torrellano jugaba con camiseta morada y pantalón blanco.
| Torrellano | Huracán Valencia |

## Estadio

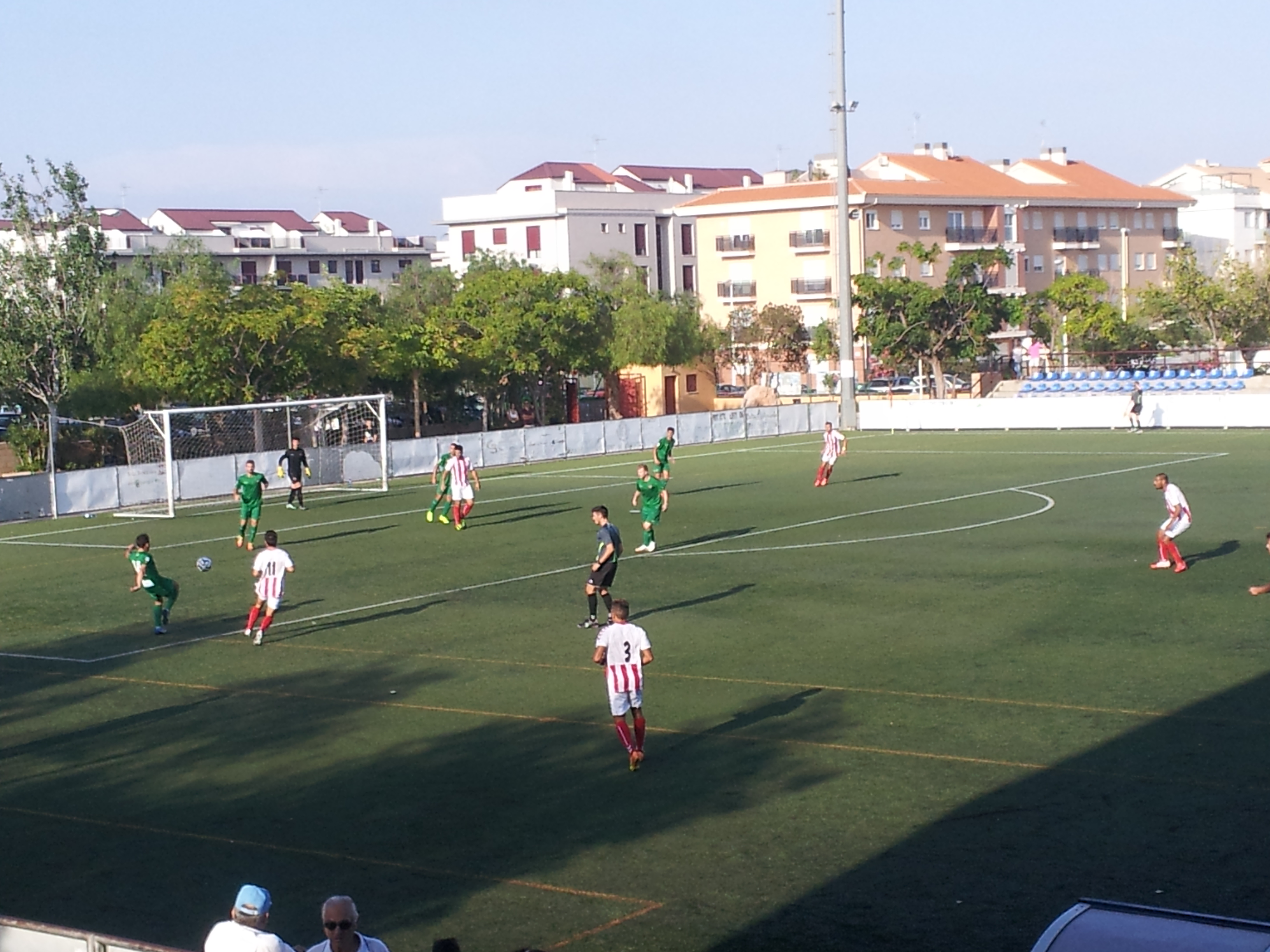
Partido entre Huracán Valencia y Atlético Levante en el campo de Manises (2014).

El Huracán Valencia nunca ha tenido un estadio propio, sino que llegaba a acuerdos con otros municipios para jugar en sus recintos. El equipo rojiblanco estuvo jugando durante tres años en el Campo Vicente Martínez Català de Manises, con aforo para 3.000 espectadores. En 2015 se trasladaron al Municipal de San Gregorio en Torrente.

## Entrenadores
- Nicolás Estévez (2011-2013)
- Iñaki Alonso (2013-2014)
- Emerson Esteve (2014)
- Toni Seligrat (2014-2015)
- Raúl Garrido (2015-2016)

## Datos del club
- Temporadas en Segunda División B de España: 5

Debut: Temporada 2011-12
Mejor posición: 2.º (dos veces, la última en 2014-15)
Peor posición: 9.º (temporada 2013-14)